# Bataille de Camp Wild Cat
Guerre de Sécession
Batailles
Opérations dans l'Est du Kentucky
- Barbourville
- Camp Wild Cat
- Big Sandy
- Rowlett's Station

La bataille de Camp Wild Cat (connu aussi sous l'appellation de Wildcat Mountain et Camp Wildcat) est l'un des premiers combats de la guerre de Sécession. Elle s'est déroulée le 21 octobre 1861, dans le nord du comté de Laurel, au Kentucky pendant la campagne appelée offensive confédérée du Kentucky ou opérations dans l'est du Kentucky (1861). La bataille est considérée comme l'une des premières victoires de l'Union de la guerre de Sécession, et marque le second engagement de troupes dans l'État autonome du Kentucky.

## Contexte

### Neutralité du Kentucky
Le 15 avril 1861, au déclenchement de la guerre de Sécession, le président Abraham Lincoln exhorte les États qui restent dans l'Union de lever des volontaires pour supprimer l'insurrection des sept États qui avaient fait sécession avec l'Union à cette date. Le gouverneur pro-confédéré du Kentucky Beriah Magoffin refuse d'envoyer des troupes, mais depuis que la majorité des membres de l'assemblée générale du Kentucky est pro-Unioniste, l'appel de Lincoln pour des volontaires ne provoque pas la sécession de l'État,,. Le 16 mai 1861, un comité législatif du Kentucky recommande que l'État reste neutre vis-à-vis du conflit et le gouverneur Magoffin proclame la neutralité de l'État le 20 mai 1861.
Les élections du 5 août 1861, les électeurs du Kentucky donne une majorité suffisante pour éviter un véto aux membres pro-Union de la chambre des représentants et du Sénat,. Le 6 août 1861, le camp Dick Robinson (en), de l'Union, est fondé près de Lexington. Le 2 septembre 1861, l'assemblée générale du Kentucky hisse le drapeau U.S. sur le Capitole de l'État du Kentucky à Frankfort.

### Mouvements confédérés
Le 3 septembre 1861, le major général confédéré Leonidas Polk ordonne au brigadier général Gideon Pillow de prendre Columbus sur le Mississippi avant que les forces de l'Union ne puissent le faire. Cela met un terme à la neutralité du Kentucky, amène le brigadier général Ulysses S. Grant de l'Union à prendre Paducah le 6 septembre 1861, et entraîne d'autres mouvements militaires des armées de l'Union et de la Confédération au Kentucky peu après.
Les confédérés du brigadier général Felix Zollicoffer sont entrés à partir du Tennessee effectuant une percée par le Cumberland Gap dans le centre du Kentucky afin de gagner le contrôle de cet important État frontalier. Le 14 septembre 1861, dix jours après le départ de 5 400 hommes de leur base, Zollicoffer occupe le Cumberland Gap et prend position à Cumberland Ford (actuellement près de Pineville) en vue de contrecarrer l'activité unioniste dans la région, où les soutiens de l'Union ont organisé et entraîné des recrues du Kentucky et le l'est du Tennessee dans le camp Andrew Johnson près de Barbourville,.

### Bataille de Barboursville et suites
Le 19 septembre 1861, Zollicoffer envoie environ 800 hommes sous le commandement du colonel Joel A. Battle contre le camp Andrew Johnson, qui avait été largement évacué, le recrues de l'Union s'étant déplacé aux alentours du camp Dick Robinson, où plusieurs milliers de troupes fédérales sont rassemblées sous le commandement du brigadier général George H. Thomas. Alors que les hommes de Battle approchent du camp Johnson, ils rencontrent une force de 300 Home Guards pro-unionistes sous le commandement du capitaine Isaac J. Black, qui enlève à la hâte le plancher du pont pour empêcher les confédérés de le traverser. Un combat virulent s'engage, mais la supériorité numérique des troupes de Battle s'impose et les confédérés de Zollicoffer chassent les hommes de Black, les troupes unioniste subissant 1 mort, 1 blessé et 13 prisonniers et les troupes confédérées perdant 7 morts,. Ses hommes prennent le camp, détruisent les bâtiments, et récupèrent les armes et l'équipement laissés par les recrues qui retraitent,,.
Bien que Zollicoffer se retire brièvement vers son camp à Cumberland Ford près de Cumberland Gap, il envoie un détachement pour chasser une autre force des Home Guards de l'Union dans un camp à Laurel Bridge, dans le comté de Laurel, Kentucky peu après la bataille de Barboursville,. Le 28 septembre 1861, un autre détachement confédéré capture 200 barils de sel et détruisent l'usine de sel de Goose Creek dans le comté de Clay, Kentucky,. Il retourne au camp à Cumberland Ford le 30 septembre 1861. Le 16 octobre 1861, Zollicoffer reprend l'offensive dans un effort d'atteindre le centre du Kentucky.

### Réponse de l'armée de l'Union
En réponse aux actions de Zollicoffer, le brigadier général de l'Union Thomas envoie des troupes sous le commandement du colonel Theophilus T. Garrard (en) pour mettre en place le camp Wildcat à Rockcastle Hills, près de London, au pied de Wildcat Mountain à 50 kilomètres au nord de l'usine de sel, afin de sécuriser le gué sur la rivière Rockcastle, et pour fermer le passage à la route de la Wilderness (en) qui court au travers de la région.
Le colonel Garrard informe le général Thomas que s'il ne reçoit pas de renforts, il devra retraiter. Il rapporte que le rapport de force est de sept contre un en sa défaveur. Le général Thomas envoie le brigadier général Albin Francisco Schoepf (en) avec une brigade au colonel Garrard, portant les forces de l'Union à près de 7 000 hommes. Schoepf arrive le 20 octobre 1861, un jour avant que Zollicoffer ne se mettre en mouvement contre le camp.
Les forces de l'Union attendent les troupes confédérée de Zollicoffer qui doivent passer par le bastion de camp Wildcat avant de progresser dans le centre du Kentucky. Zollicoffer ignore que le camp a été renforcé et se méprend sur une colonne de l'Union qui arrive dans l'après-midi du 20 octobre 1861 pensant qu'il s'agit des seuls renforts se préparant pour la bataille. Les piquets de l'Union accroche les confédérés dans la soirée du 20 octobre 1861 et retourne dans le camp pour avertir qu'une grande force confédérée est à proximité.

## Bataille
Alors que les confédérés s'engage sur la route de la Wilderness le matin du 21 octobre 1861, le général Schoepf déplace quatre compagnies du 33e régiment d'infanterie de l'Indiana (en), soit 350 hommes, à un kilomètre à l'est du camp Wildcat jusqu'à Round Hill, un point haut et escarpé le long de la route. Les piquets confédérés attaquent la force de l'Union juste après son arrivée à Round Hill, mais les confédérés se retirent rapidement pour rendre compte de la situation au général Zollicoffer. Zollicoffer envoie pratiquement deux régiments, le 11th Tennessee Infantry Regiment commandé par le colonel James E. Rains et plusieurs compagnies du 17th Tennessee Infantry Regiment pour attaquer le détachement de l'Union à Round Hill. Juste avant l'attaque, les compagnies du 33 rd Indiana sont renforcées par 250 hommes du 1st Regiment Kentucky Volunteer Cavalry (en) et un petit nombre de Home Guards. Les régiments confédérés attaquent la colline escarpée mais après une heure de combat le 11th Tennessee Infantry retraite. Peu après les renforts de l'Union arrivent, obligeant aussi le 17th Tennessee Infantry à retraiter.
Zollicoffer envoie alors le 29th Tennessee Infantry Regiment et plusieurs compagnies du 17th Tennessee Infantry pour attaquer un site appelé South Rim en face de la route de Round Hill. Pendant ce temps, les troupes de l'Union ont fortifié le site et l’attaque confédérée sur ce point échoue une fois encore. Plus tard, les confédérés échouent à détecter une ouverture entre le 33 rd Indiana Infantry et le 7th Regiment Kentucky Volunteer Infantry (en) avant que le colonel Garrard n'envoie des renforts pour la combler. Les pertes augmentant sans obtenir des résultats en conséquence, Zollicoffer arrête l'attaque contre la position de l'Union,. Les confédérés se retirent pendant la nuit. Ils poursuivent leur retraite vers Cumberland Ford, qu'ils atteignent le 26 octobre 1861.

## Conséquences
Les pertes de l'Union s'élèvent à 5 tués et 20 blessés alors que les confédérés perdent 11 tués et 42 blessés ou disparus.
Après les défaites antérieurs de l'armée de l'Union Army au début de l'année, spécialement lors de la bataille de Big Bethel et la première bataille de Bull Run, et le même jour que la bataille de Ball's Bluff, la victoire de l'Union est la bienvenue dans le Nord.
En novembre, la force de l'Union termine l'expédition de Big Sandy. Cela ouvre la voie à la bataille de Mill Springs et avec elle la mort du général Zollicoffer le 19 janvier 1862.

## Champ de bataille
Le champ de bataille, à environ 15 kilomètres au nord ouest de la ville contemporaine de London, est situé sur une terre appartenant à la forêt nationale Daniel Boone et est détenu par des propriétaires privés. Le monument confédéré de Crab Orchard à l'ouest rend hommage à des confédérés qui sont morts lors de la bataille.
Une grande partie du champ de bataille, près de 53 hectares (130 acres), est répertorié sur le Registre national des lieux historiques en 1979. Une zone de 180 hectares supplémentaires (440 acres), comprenant deux sections du champ de bataille qui sont désignés comme des sites historiques archéologiques, est ajoutée à l'inscription initiale en 2006.